# 大浪镇
大浪镇，是中华人民共和国广西壮族自治区柳州市融水苗族自治县下辖的一个乡镇级行政单位。

## 行政区划
大浪镇下辖以下地区：
河口社区、河口村、桐里村、潘里村、上里村、竹桥村、大德村、大安村、大新村、高培村和麻石村。